# 漢普頓 (伊利諾伊州)
漢普頓（英語：Hampton）是位於美國伊利諾伊州羅克艾蘭縣的一個村落。

## 地理
漢普頓的座標為41°33′23″N 90°24′29″W / 41.55639°N 90.40806°W，而該地最高點為海拔高度179米（即587英尺）。

## 人口
根據2010年美國人口普查的數據，漢普頓的面積為4.28平方千米，當中陸地面積為4.28平方千米，而水域面積為0.00平方千米。當地共有人口1863人，而人口密度為每平方千米435人。